# Kloster Abbenrode
Das Kloster Abbenrode war von 1141 bis 1554 ein Kloster zuerst der Augustiner-Chorherren, ab ca. 1250 der Zisterzienserinnen, in Abbenrode, Gemeinde Nordharz, in Sachsen-Anhalt.

## Geschichte
Die Gründung des Klosters soll unter Bischof Rudolf von Halberstadt als bischöfliches Eigenkloster vor 1141 erfolgt sein. Der erste Propst stammte aus dem Kloster Stötterlingenburg.
Da das Patronat der dem Heiligen Andreas geweihten Dorfkirche dem Kloster Ilsenburg zustand, soll es oft zu Streitigkeiten zwischen beiden Klöstern gekommen sein.
Die Zahl der Konventsmitglieder wurde 1143 auf sechs Kanoniker festgesetzt, wobei der Propst stets aus dem Kloster Ilsenburg sein sollte.
Das Augustiner-Chorherrenstift Abbenrode hatte nur geringen Landbesitz und spielte nur eine untergeordnete Geschichte im Bistum Halberstadt. 
Zwischen 1243 und 1252 wurde das Stift in ein Zisterzienserinnenkloster umgewandelt. Im Bauernkrieg 1525 wurde es weitgehend zerstört und 1554 völlig aufgehoben. 
Im Ortsbild sind keine Überreste der alten Klosteranlage erhalten geblieben. 78 Urkunden des Klosters Abbenrode aus dem Zeitraum 1150 bis 1727 werden heute im Landesarchiv Sachsen-Anhalt in Magdeburg verwaltet.